# Deer Lick (Oklahoma)
Deer Lick es un lugar designado por el censo ubicado en el condado de Delaware  en el estado estadounidense de Oklahoma. En el año 2010 tenía una población de 46 habitantes y una densidad poblacional de 18,4 personas por km².

## Geografía
Deer Lick se encuentra ubicado en las coordenadas 36°27′34.08″N 94°44′48.53″O / 36.4594667, -94.7468139 (36.459467° -94.746813°). Según la Oficina del Censo de los Estados Unidos, Deer Lick tiene una superficie total de 0,953 mi² (2,5 km²), de la cual 0,953 mi² (2,5 km²) corresponden a tierra firme y 0 mi² (0 km²) es agua.